# Union Internationale de la Marionnette

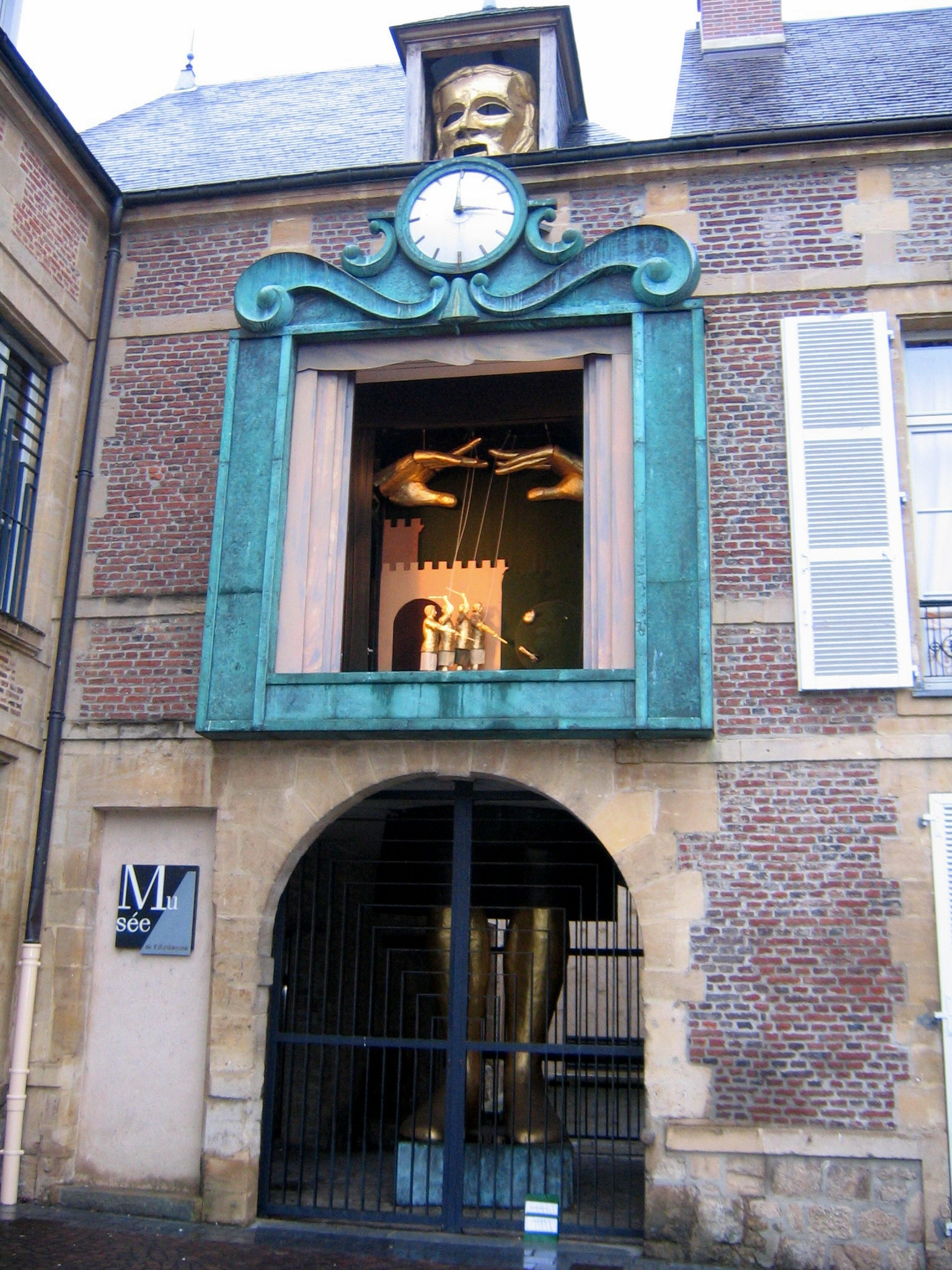
Het secretariaat in Charleville-Mézières, Frankrijk

Union Internationale de la Marionnette (UNIMA) is de internationale vereniging voor poppenspelers en liefhebbers van het poppentheater. De vereniging werd op 20 mei 1929 opgericht in Praag. In 1981 verplaatste Jacques Félix het hoofdkwartier naar het Franse Charleville-Mézières.

## Achtergrond
UNIMA verenigt alle denkbare vormen van het figuren- en poppentheater, zoals het poppenspel, objectentheater, schimmenspel en meer.
De vereniging is aangesloten bij de UNESCO en stelt zich tot doel het poppenspel en figurentheater in het belang van de mensenrechten, vrede, vrijheid en wederzijds begrip in te zetten, zowel tussen mensen als tussen volkeren.
Op de vergadering in juni 2002 werd 21 maart verklaard tot Internationale dag van het poppenspel.
In 1987 stichtten Félix en Margareta Niculescu in Charleville-Mézières verder nog de hoger onderwijsinstelling in marionetten-theaterkunst stichtten, de École nationale supérieure des arts de la marionnette (ESNAM), dat direct verbonden is met de UNIMA.

## Congressen
Elke vier jaar organiseert UNIMA een internationaal congres, waaraan meestal een festival verbonden is.
- 1929: Praag, oprichtingscongres (voorzitter: Jindřich Veselý)
- 1929: Parijs (idem)
- 1930: Luik (idem)
- 1933: Ljubljana (voorzitter: Josef Skupa)
- 1957: Praag (voorzitter: Max Jacob)
- 1958: Boekarest (idem)
- 1960: Bochum-Braunschweig (idem)
- 1962: Warschau (idem)
- 1966: München (idem)
- 1969: Praag (voorzitter: Jan Bussell)
- 1972: Charleville-Mézières (idem)
- 1976: Moskou (voorzitter: Sergej Obraztsov)
- 1980: Washington D.C. (idem)
- 1984: Dresden (voorzitter: Henryk Jurkowski)
- 1988: Nagoya (idem)
- 1992: Ljubljana (voorzitter: Sirppa Sivori-Asp)
- 1996: Boedapest (idem)
- 2000: Maagdenburg (voorzitter: Margareta Niculescu)
- 2004: Rijeka (voorzitter: Massimo Schuster)
- 2008: Perth (voorzitter Dadi Pudumjee)
- 2012: Chengdu
- 2016: Tolosa
- 2020: Bali